# Stavros (Aetolia-Acarnania)
Stavros  este un oraș în Grecia în prefectura Aetolia-Acarnania.